# Rusłan Malinowski
Rusłan Wołodymyrowycz Malinowski, ukr. Руслан Володимирович Маліновський (ur. 4 maja 1993 w Żytomierzu) – ukraiński piłkarz grający na pozycji pomocnika we włoskim klubie Genoa CFC oraz w reprezentacji Ukrainy.

## Kariera piłkarska

### Kariera klubowa
Wychowanek klubów Polissia Żytomierz i Szachtar Donieck, barwy których bronił w juniorskich mistrzostwach Ukrainy (DJuFL). 9 kwietnia 2011 rozpoczął karierę piłkarską w trzeciej drużynie Szachtara Donieck. W ostatnim dniu sierpnia 2012 został wypożyczony do PFK Sewastopol. Podczas przerwy zimowej sezonu 2013/14 został wypożyczony do Zorii Ługańsk. 1 stycznia 2016 został wypożyczony do KRC Genk. 27 maja 2017 został wykupiony przez KRC Genk. 16 lipca 2019 podpisał 5-letni kontrakt z Atalantą Bergamo. 9 stycznia 2023 został wypożyczony do francuskiego klubu Olympique Marsylia.

### Kariera reprezentacyjna
Występował w juniorskiej reprezentacji Ukrainy. Od 2013 regularnie jest powoływany do młodzieżowej reprezentacji Ukrainy. 31 marca 2015 debiutował w narodowej reprezentacji Ukrainy w meczu z Łotwą.

## Sukcesy i odznaczenia

### Sukcesy klubowe
KRC Genk
- mistrz Belgii: 2018/19